# Słoszów
Słoszów – wieś w Polsce położona w województwie dolnośląskim, w powiecie kłodzkim, w gminie Szczytna.

## Położenie
Słoszów to niewielka wieś łańcuchowa leżąca we Wzgórzach Lewińskich, na wysokości 590–630 m n.p.m.

## Podział administracyjny
W latach 1975–1998 miejscowość administracyjnie należała do województwa wałbrzyskiego.

## Historia
Słoszów powstał najprawdopodobniej w XIV wieku na terenie państwa homolskiego i w dalszych latach dzielił jego losy. W roku 1840 w miejscowości było 41 budynków. W XIX wieku przez wieś prowadziła droga do Zamku Homole, uczęszczana przez turystów i kuracjuszy z pobliskich Dusznik. Na przełomie XIX i XX wieku w sąsiedztwie Słoszowa przeprowadzono linię kolejową do Kudowy-Zdroju.